# Zoran Erceg
Zoran Erceg (in serbo Зоран Ерцег?; Pakrac, 11 gennaio 1985) è un ex cestista serbo.
Alto 211 cm, giocava come ala-centro.

## Carriera
Co la Serbia ha disputato due edizioni dei Campionati europei (2007, 2015).

## Palmarès

### Squadra
- Campionato turco: 1

Beşiktaş: 2011-2012
- Campionato russo: 1

CSKA Mosca: 2012-2013
- Coppa di Serbia: 1

FMP Železnik: 2007
- Coppa di Grecia: 1

Olympiacos: 2010-2011
- Coppa di Turchia: 1

Beşiktaş: 2011-2012
- Lega Adriatica: 1

FMP Železnik: 2005-2006
- EuroChallenge: 1

Beşiktaş: 2011-2012
- VTB United League: 1

CSKA Mosca: 2012-2013

### Individuale
- MVP finals Lega Adriatica: 1

FMP Železnik: 2006-07